# Tersztyánszky Imre
Nádasi Tersztyánszky Imre (Nagyfalu (Hont megye), 1786. október 3. – Pest, 1847. június 28.) címzetes püspök, nagyprépost, hétszemélynök, egyetemi tanár.

## Élete
Tersztyánszky Mihály uradalmi jószágigazgató és Tanáts Zsuzsánna fia. Vácott tanult, majd 1806-ban a váci szeminárium prefektusa lett szubdiákonusként, 1807-ben pedig püspöki irattáros. 1810. április 5-én szentelték pappá, ezután püspöki titkár, 1812-től Kecskemét plébánosa, tereskei apát és 1818-ban Pest megye táblabírója lett. 1823 februárjában váci kanonok és Vác-Felsőváros plébánosa. 1831-ben a Hétszemélyes Tábla bírája, 1831. július 5-től 1847-ig pécsi kanonok. 1832. március 26-án fárói választott püspök lett. 1832-ben országgyűlési követ volt a pécsi káptalan részéről, ahol a vegyes házasságokról keletkezett vitában mint vezérszónok szerepelt. Mint a királyi hétszemélyes tábla bíráját a király 1835. június 9-én kinevezte a pesti egyetemre a bölcselettan igazgatójává és a bölcseleti kar elnökévé; tiszteletdíja 150 forint volt. Ezen hivatalát 1847. június 9-éig töltötte be. 1844-ben pécsi nagyprépost lett. A magyar nyelv iskolai bevezetését ellenezte.

## Munkája
- Hálaadó tisztelete a magyar nemzetnek, mellyel az Szent István első apostoli királyához különösen köteleztetik. Magyarázta a budai főtemplomban 1818. Kisasszony hava 20. pest, 1818.